# 荒野生存
是1996年強·克拉庫爾所著的暢銷紀實文學書籍，描述克里斯多夫·麥肯迪尼斯的冒險經歷。

## 概略
1992年9月6日，克里斯托弗·麦坎德利斯的尸体在阿拉斯加牛仔步道上的一辆废弃巴士中被发现，位置为北纬63°52′06.23″，西经149°46′09.49″。一年后，作家乔恩·克拉考尔（Jon Krakauer）回顾了麦坎德利斯从大学毕业到在阿拉斯加去世的两年间的足迹。 麦坎德利斯在他的旅程早期就放弃了他的法定名字，采用了 W.H. 戴维斯的绰号“亚历山大超级流浪者”（Alexander Supertramp）。他在南达科他州的迦太基度过了一段时光，在韦恩·韦斯特伯格 (Wayne Westerberg) 的谷物升降机里干了几个月的活，之后于 1992 年 4 月搭便车前往阿拉斯加。克拉考尔 (Krakauer) 认为麦坎德利斯强烈的禁欲主义性格可能受到亨利·大卫·梭罗 (Henry David Thoreau) 和麦坎德利斯最喜欢的作家杰克·伦敦 (Jack London) 著作的影响。他探讨了麦坎德利斯的经历和动机与他自己年轻时的经历和动机之间的相似之处，详细叙述了克拉考尔自己在阿拉斯加攀登魔鬼拇指的尝试。 克拉考尔还讲述了其他一些消失在荒野中的年轻人的故事，例如埃弗雷特·鲁斯和卡尔·麦康。 此外，他还详细描述了麦坎德利斯的父母、妹妹卡琳和朋友的悲伤和困惑。

## 外部連結
- YouTube上的Magic Bus in Winter
- YouTube上的Magic Bus in Summer